# Дикси
Дикси (енгл. Dixie) је историјска област, која највећим делом обухвата јужни регион Сједињених Америчких Држава (САД), па се неретко израз „Дикси” користи као синоним за Југ САД.

## Историја
У састав Дикси региона се убрајају оне територије које су некада чиниле Конфедеративне Америчке Државе (КАД).
Употреба назива „Дикси” за Југ САД, је некада била у великој употреби током Америчког грађанског рата, као и у годинама после њега, јер су тако становници некадашње Конфедерације желели да назначе разлику Југа од остатка САД.
Песма „Дикси” са мало измењеним текстом, користила се као незванична химна КАД.
Део песме:
"Southern men the thunders mutter!

Northern flags in South winds flutter!

To arms! To arms! To arms, in Dixie!

Send them back your fierce defiance!

Stamp upon the cursed alliance!

To arms! To arms! To arms, in Dixie"